# Salvador Iborra Mallol
Salvador Iborra i Mallol (Valência, 1978 - Barcelona, 29 de setembro de 2011) foi um poeta, jornalista e professor de catalão. Era licenciado em Filologia Catalã pela Universidade de Valência, e trabalhou como correspondente do jornal Diari de Balears enquanto frequentava o mestrado em Literatura, Arte e Pensamento na Universidade Pompeu Fabra em Barcelona. Durante o ano lectivo de 2010-2011 trabalhou como docente no Institut Jaume Mimó de Cerdanyola del Vallès
Publicou 3 livros de poesia, Un llençol per embrutar (2003) e Les entranyes del foc (2005), om o qual ganhou o IV Prémio Domènec Perramon de poesia. Em 2009 foi-lhe atribuido o Prémio Jaume Bru i Vidal de poesia, da cidade de Sagunt, pela obra Els cossos oblidats.
Morreu apunhalado à porta da sua casa na zona da Ciutat Vella de Barcelona.